# Vinhallon
Vinhallon (Rubus phoenicolasius) är en rosväxtart som beskrevs av Carl Maximowicz. Enligt Catalogue of Life ingår Vinhallon i släktet rubusar och familjen rosväxter, likaså enligt Dyntaxa. Arten förekommer tillfälligt i Sverige, men reproducerar sig inte.

## Underarter
Arten delas in i följande underarter:
- R. p. aureiceps
- R. p. albiflorus
- R. p. albiflorus

## Bilder

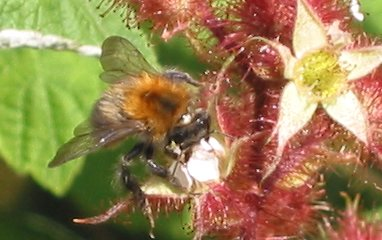
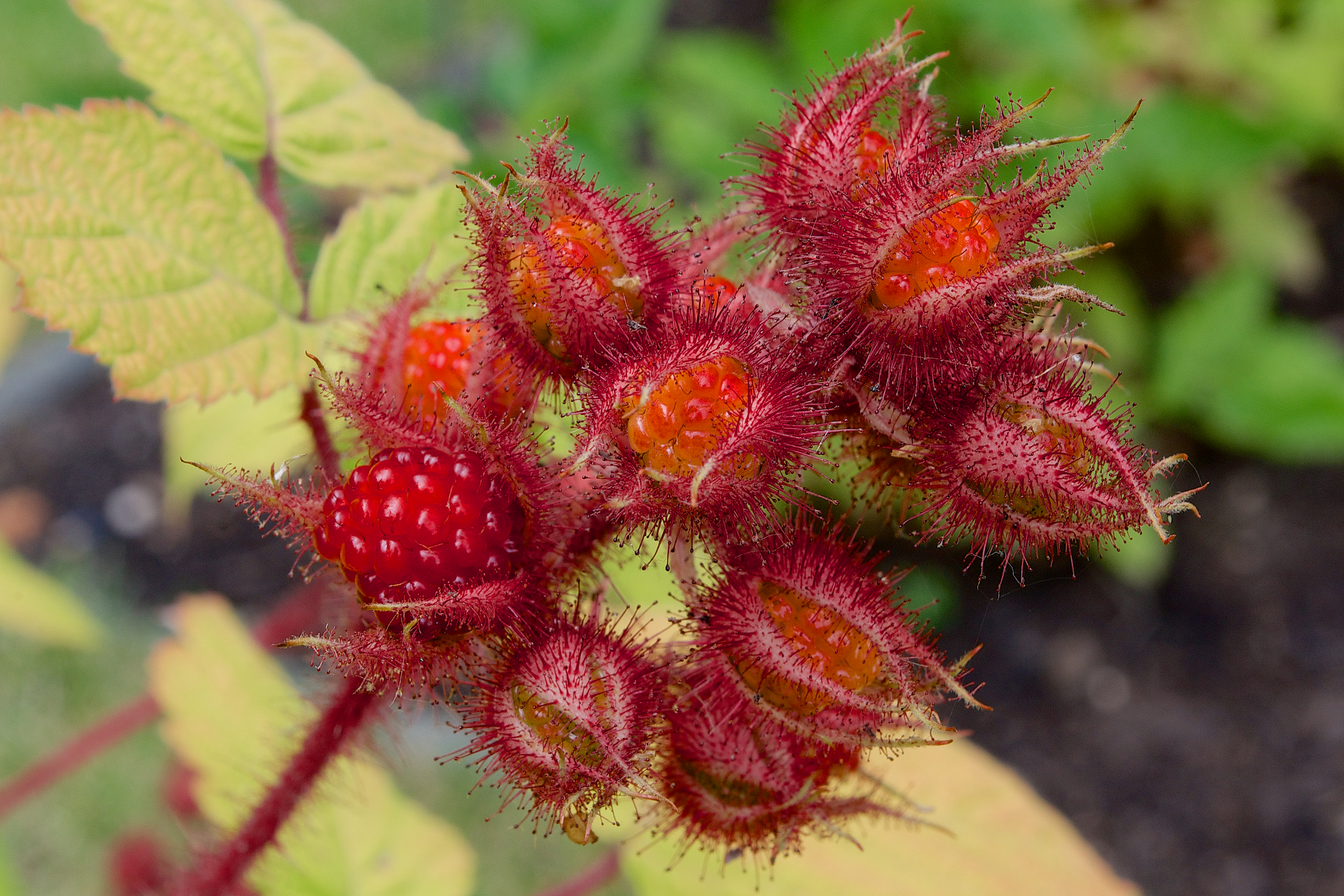
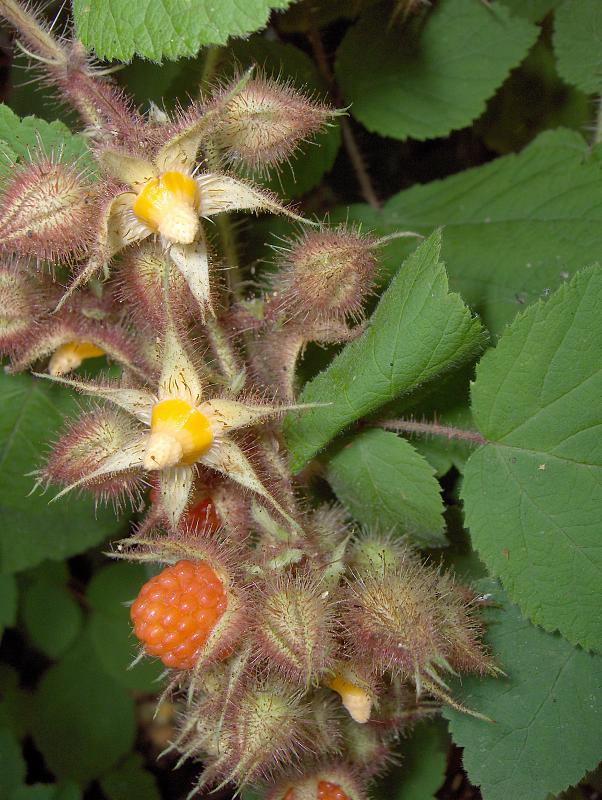
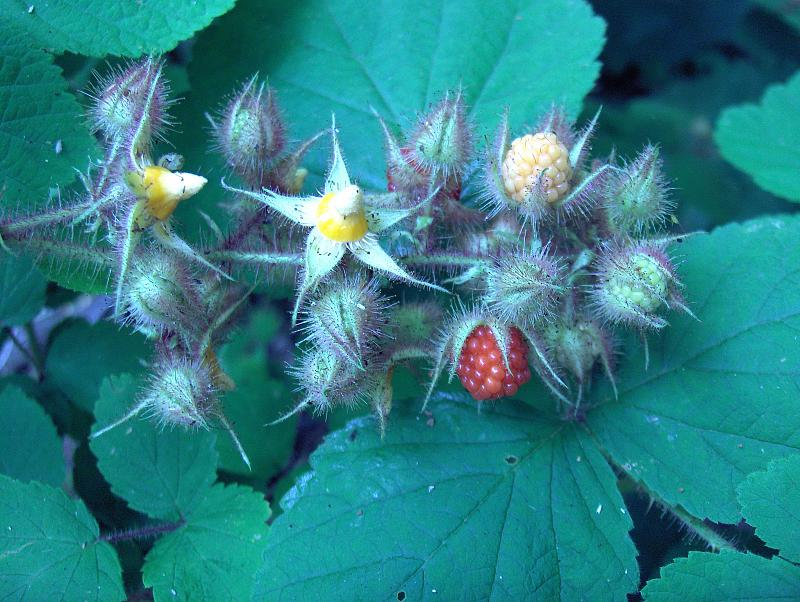
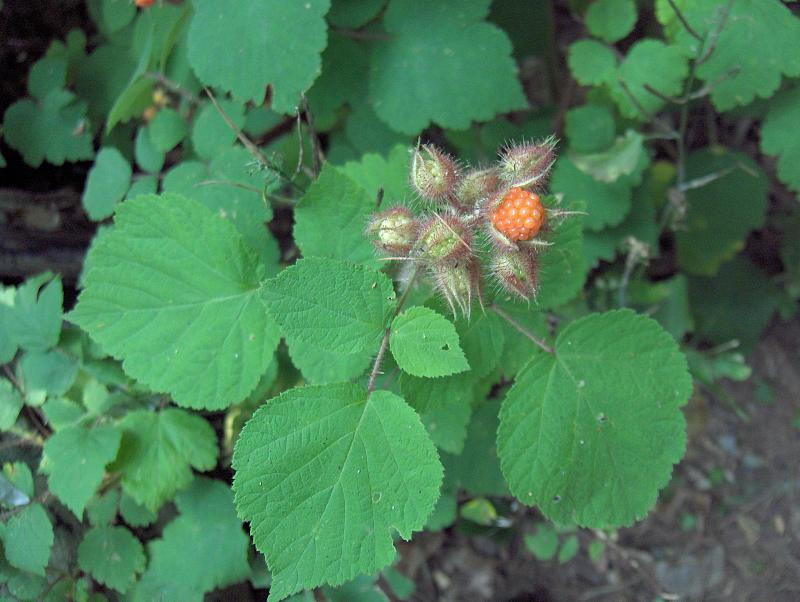
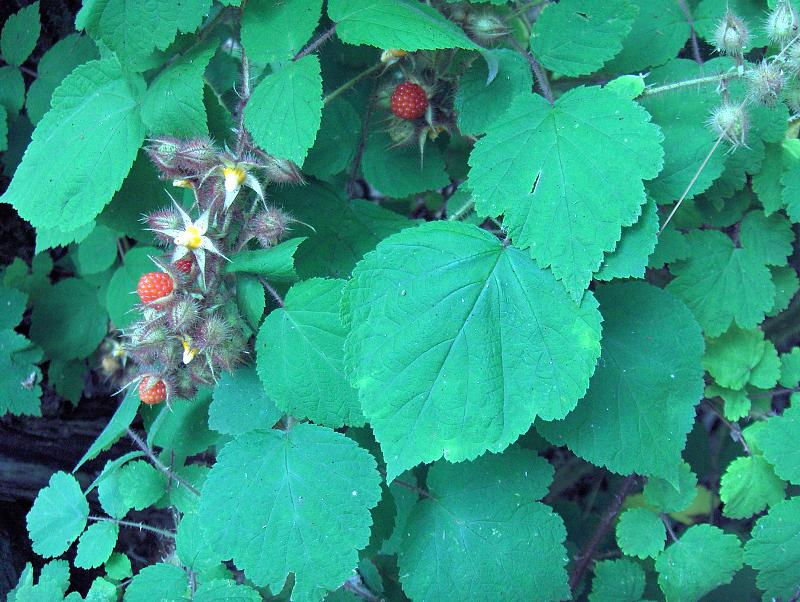